# Nik'a K'ach'arava
Nik'a K'ach'arava (in georgiano ნიკა კაჭარავა?; Nicosia, 13 gennaio 1994) è un calciatore georgiano, attaccante del Gagra.

## Caratteristiche tecniche
K'ach'arava è una prima punta dotata di un fisico possente (198 cm x 88 kg) che gli permette di giocare come boa offensiva e dare un punto di riferimento alle proprie squadre.
Nonostante la sua stazza riesce ad abbinare anche buone doti atletiche, attaccando la profondità in velocità e svariando in linea orizzontale su tutto il fronte offensivo.

## Carriera

### Club

#### Gli esordi in Russia e Georgia
Cresciuto nelle giovanili della Dinamo Tbilisi, K'ach'arava viene acquistato dal Rubin Kazan nel 2013, senza tuttavia mai debuttare fra le file della squadra russa.
Acquistato dai georgiani del Tskhinvali, esordisce fra i professionisti il 10 agosto 2014 nella gara persa per due a zero contro il Dila Gori. Realizza il suo primo due mesi più tardi, nel pareggio contro il Guria Lanchkhuti. Il campionato si dimostra positivo per il ventenne K'ach'arava, che conclude la sua prima vera stagione fra i professionisti con cinque reti in nove gare.
Confermato fra le file dei gialloneri georgiani, K'ach'arava disputa un ottimo girone di andata nella stagione successiva, condito da 13 reti in 15 gare oltre che dall'esordio in campo internazionale, contro i rumeni del Botosani. Durante questo incontro, realizza anche il gol che permette ai suoi di pareggiare.

#### Il ritorno in Russia e i prestiti
Le sue performance vengono adocchiate nuovamente in Russia, stavolta dal Rostov, che ne acquista il cartellino senza tuttavia dargli modo di esordire. Per questo motivo, nella stagione successiva, parte in prestito ai ciprioti (paese nel quale è nato) dell'Ethnikos Achnas. Quella 2016-2017 si rivela ad oggi la sua stagione più prolifica, visto che riesce a mettere a segno 16 reti in 27 gare, contribuendo al raggiungimento di una posizione a metà classifica per i suoi. L'anno successivo lo passa ancora in prestito, stavolta ai polacchi del Korona Kielce, con i quali realizza 7 reti (più due in Coppa di Polonia) che regalano la salvezza ai giallorossi.

#### L'Anorthosis
Dopo il buon ricordo lasciato a Cipro, K'ach'arava vi fa ritorno dopo appena una stagione firmando con l'Anorthōsī Ammochōstou. La prima stagione non si rivela particolarmente brillante per il georgiano, che realizza appena quattro gol in 23 gare, venendo tuttavia confermato anche per la stagione successiva. In questa, riesce ad aumentare il proprio bottino di reti (6) disputando meno partite e contribuendo al secondo posto dei ciprioti.

#### Il Lech Poznan
A settembre 2020, nonostante già due gare disputate con l'Anorthōsis, K'ach'arava passa in prestito al Lech Poznań, tornando così in Polonia dopo la parentesi del 2017-2018. Con i kolejorz firma un accordo a titolo temporaneo, che prevede la possibilità di riscatto a 250.000 euro. Debutta con la nuova maglia il 20 settembre 2020, in occasione della stracittadina contro il Warta Poznań, dove disputa i minuti finali. Pochi giorni più tardi arriva l'esordio internazionale con i polacchi, curiosamente sul campo di una cipriota, l'Apollon Limassol. Il 4 ottobre 2020 realizza il suo primo gol con la nuova maglia, realizzando un calcio di rigore che vale il momentaneo 0-4 sul campo del Piast Gliwice. A causa di un infortunio, tuttavia, resta fuori per il resto della stagione, e il suo prestito non viene rinnovato.

### Nazionale
Dal 2016 K'ach'arava fa parte della nazionale georgiana, con la quale ha debuttato il 29 marzo in occasione dell'amichevole contro il Kazakistan. Ha realizzato la sua prima rete con la maglia della Georgia il 24 marzo 2017, durante una gara valevole per la qualificazione ai mondiali, persa contro la Serbia.

## Statistiche

### Presenze e reti nei club
Statistiche aggiornate al 28 giugno 2020.
| Stagione        | Squadra         | Campionato      | Campionato | Campionato | Coppe nazionali | Coppe nazionali | Coppe nazionali | Coppe continentali | Coppe continentali | Coppe continentali | Altre coppe | Altre coppe | Altre coppe | Totale | Totale |
| Stagione        | Squadra         | Comp            | Pres       | Reti       | Comp            | Pres            | Reti            | Comp               | Pres               | Reti               | Comp        | Pres        | Reti        | Pres   | Reti   |
| --------------- | --------------- | --------------- | ---------- | ---------- | --------------- | --------------- | --------------- | ------------------ | ------------------ | ------------------ | ----------- | ----------- | ----------- | ------ | ------ |
| 2014-2015       | Tskhinvali      | UL              | 9          | 5          | ST              | 1               | 0               | -                  | -                  | -                  | -           | -           | -           | 10     | 5      |
| 2015-feb. 2016  | Tskhinvali      | UL              | 15         | 13         | ST              | 0               | 0               | UEL                | 2                  | 1                  | -           | -           | -           | 17     | 14     |
| feb.-mag. 2016  | Rostov          | PL              | 0          | 0          | KR              | 0               | 0               | -                  | -                  | -                  | -           | -           | -           | 0      | 0      |
| 2016-2017       | Ethnikos Achnas | A               | 27         | 16         | KK              | 0               | 0               | -                  | -                  | -                  | -           | -           | -           | 27     | 16     |
| 2017-2018       | Korona Kielce   | E               | 26         | 7          | PP              | 3               | 2               | -                  | -                  | -                  | -           | -           | -           | 29     | 9      |
| 2018-2019       | Anorthōsis      | A               | 23         | 4          | KK              | 0               | 0               | UEL                | 1                  | 0                  | -           | -           | -           | 24     | 4      |
| 2019-2020       | Anorthōsis      | A               | 18         | 6          | KK              | 0               | 0               | -                  | -                  | -                  | -           | -           | -           | 18     | 6      |
| ago.-set. 2020  | Anorthōsis      | A               | 2          | 0          | KK              | 0               | 0               | -                  | -                  | -                  | -           | -           | -           | 2      | 0      |
| set. 2020-2021  | Lech Poznań     | E               | 7          | 1          | PP              | 1               | 0               | UEL                | 6                  | 0                  | -           | -           | -           | 14     | 1      |
| Totale carriera | Totale carriera | Totale carriera | 127        | 52         |                 | 5               | 2               |                    | 9                  | 1                  |             | -           | -           | 141    | 55     |

## Palmarès

### Competizioni nazionali
- Campionato lituano: 1

Panevėžys: 2023
- Supercoppa di Lituania: 1

Panevėžys: 2024